# Abdou Traoré
Abdoulaye Traoré (Bamako, 17 gennaio 1988) è un calciatore maliano, centrocampista dell'Eclaron Valcourt.

## Palmarès
- Coppa di Lega francese: 1

Bordeaux: 2008-2009
- Campionato francese: 1

Bordeaux: 2008-2009
- Supercoppa francese: 1

Bordeaux: 2009
- Coppa di Francia: 1

Bordeaux: 2012-2013